# Жмуровское сельское поселение
Жмуровское сельское поселение — муниципальное образование в Михайловском районе Рязанской области. Административный центр — село Жмурово.
Границы сельского поселения определяются законом Рязанской области от 07.10.2004 N 86-ОЗ.

## Население
| 2010 | 2012 | 2013 | 2014 | 2015 | 2016 | 2017 |
| ---- | ---- | ---- | ---- | ---- | ---- | ---- |
| 276  | ↘266 | ↘258 | ↘247 | ↗272 | ↘236 | ↘218 |
| 2018 | 2019 | 2020 | 2021 |      |      |      |
| ↘209 | ↘200 | ↘186 | ↗233 |      |      |      |

## Состав сельского поселения
| № | Населённый пункт | Тип населённого пункта       | Население |
| - | ---------------- | ---------------------------- | --------- |
| 1 | Дмитриевский     | посёлок                      | ↘0        |
| 2 | Жмурово          | село, административный центр | ↘147      |
| 3 | Красное          | деревня                      | ↘49       |
| 4 | Павловка         | деревня                      | 0         |
| 5 | Раздольное       | село                         | ↘50       |
| 6 | Самара           | деревня                      | 4         |
| 7 | Шанчерово        | деревня                      | ↘26       |